# Шліпс
Шліпс (англ. casing-hanger slip; нім. Haltekeil m) — у свердловинних технологіях — клиновий захоплювач для опускання обсадних труб у свердловину.

## Різновиди
ШЛІПС КОВПАКОПОДІБНИЙ (англ. bell socket; нім. Glockenkeil m) — ловильний інструмент для захоплення труб клинами.